# 郭宇軒
郭宇軒（12月21日—）是台灣的漫畫家。血型B型。
代表作為《護法狂龍》。

## 人物介紹
- 1997年在青文出版社《強棒》月刊上刊載第一篇作品《龍星傳說》。
- 興趣：電影、電腦、電動、睡覺。
- 喜歡的食物：咖哩飯、可樂餅、QQ糖。
- 喜歡的漫畫家：鳥山明、堤抄子、大貫健一。

## 作品一覽

### 單行本
- 星魂戰士（全1集）
- 紋章傳說（全2集）
- 護法狂龍（全4集）
- 我是大魔王（4集未完）